# Jean Eugène Robert-Houdin

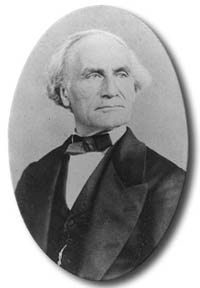
Jean Eugène Robert-Houdin

Jean Eugène Robert-Houdin (ur. 7 grudnia 1805 w Blois, zm. 13 czerwca 1871 w Saint-Gervais-la-Forêt) – francuski iluzjonista, uznawany za pierwszego nowożytnego iluzjonistę.
Od jego imienia pseudonim artystyczny przyjął Harry Houdini (Erik Weisz).